# Пошук витоків
«Пошук витоків» (італ. Quando le radici) — перший науково-фантастичний роман Ліно Альдані, опублікований у 1977 році для видань Science Fiction Book Club та Casa Editrice La Tribuna в П'яченці, але розпочатий Алдані за десять років до цього. У жовтні 2009 року видання Urania Collection n°80 випустила кольорове видання.

## Сюжет
Арно Варін — 28-річний римський хлопець, який працює на великому заводі з виготовлення електронних компонентів у Римі в 1998 році. Проводить дні на заводі, щоб керувати виробництвом карток, а вночі працює повією в компанії Фельце Азурра, яка розважає багатих жінок. Втомившись від хаотичного, безвихідного і безнадійного життя Римі, після зустрічі на вечірці з жінкою, відомою як Мілена, він вирішив відмовитися від своєї роботи і повернутися до Пієви Лунги, уявної країни, недоступної в районі П'яченци, де він народився.
На початку Мілена, яка покинула його лише за одну ніч, пройшла в Пієву Лунгу, Арно ж допомагав небагатьом людей похилого віку, які залишилися в країні, переїхати в покинутий будинок сестри одного з них. Під час свого перебування в Пієві Лунга Арно довго насолоджувався вільному доступу до природи, ходив на риболовлю, зустрічався з літніми людьми в таверні, проживав у країні й роздумував над утопічними планами про майбутнє Пієви Лунги: насправді ж країні загрожує будівництво нової магістралі, яка знищить декілька будинків, які ще залишилися. Арно даремно чекає, коли повертається Мілена, в цей час до села потрапляє група кочових ромів. Рама, сестра ромського старійшини, вибирає Арно, як свого чоловіка, розбивши амфору біля ніг. Юнак, захмелілий від вина, до кінця не розуміє значення цього жесту, і, хоча роми готові сприймати його як одного з них, Арно все ж занепокоєний. Коли друг Арно, який називає себе Політиком, приїжджає до Пієви Лунги, щоб привести молодій людині свою машину, з якою Мілена його залишила, Арно довго обговорює з ним рішення про переселення на Пієви Лунги.
Арно вирішує повернутися в Рим, щоб знайти Мілену, але йому вдається лише отримати її номер телефону від однієї з жінок, яку він обслуговував. Хлопець знаходить дівчину в жалюгідному стані, накачану наркотиками, які він зазвичай використовував пі час роботи. Оговтавшись, Арно продає машину і повертається на поїзді якнайближче до Пієви Лунги. Пішки через долину річки По, він ризикує померти від холоду, якщо його з радістю зустріне караван Рами. Роми знову роблять пропозицію приєднатися до них, але молода людина, як і минулого разу, відмовляється. Під час подорожі у супроводі ромів по Пієві Лунзі Арно виявляє, що будівництво шосе вже розпочалося. Прийшовши до річки, де юнак пішов на риболовлю, Арно бачить жахливу машину, яка має намір знищити гектари лісу. Арно нападає на робітника, який керує машиною, в результаті бійки машина виходить з ладу й занурюється в річку. Старійшини Пієви Лунги прибули на місце й переконали Арно втекти, намагаючись прикрити вчинок молодої людини. Арно знаходить до ромів перш ніж вирушають в чергову мандрівку, хлопець разом з Рамою та її народу розпочинає кочове життя.